# Apollo 17
Apollo 17 var den ellevte bemandede mission i Apollo-programmet og den sjette – og sidste – månelanding.
For første gang var der en videnskabsmand med, geologen Harrison Schmitt.

## Højdepunkter
Det var den første og eneste natlige affyring af Saturn V-raketten — efter sigende kunne man fra kontrolcenteret i Houston se udstødningsflammen fra raketten med det blotte øje, når den kort efter starten fra John F. Kennedy Space Center i Florida kom op over den østlige horisont set fra Houston.
Landingsområdet var geologisk set meget varieret, og med en uddannet geolog på måneoverfladen var der mulighed for at indsamle mange forskellige prøver. Et af de spændende øjeblikke indtraf på den anden månevandring, hvor man stødte på orange månegrus. På Jorden fremkommer den orange farve sædvanligvis fra rust og er dermed et tegn på vand. Det viste sig dog, at den orange farve i månegruset skyldtes små farvede, vulkanske glasperler.
På den første køretur tabte Gene Cernan en hammer ned på den ene skærm på månebilen. Den manglende skærm medførte, at der blev hvirvlet meget månestøv op, men skaden blev udbedret med en "improviseret" skærm lavet af fire plastlaminerede månekort, samlet med klisterbånd.
På vej tilbage mod Jorden gennemførte Ron Evans en rumvandring på 1 time, 5 minutter og 44 sekunder for at hente film ind fra servicemodulet.

## Missionen i tal
- Affyring: 7. december 1972 kl.05:33:00 UTC
Kennedy Space Center, LC 39A
- Månelanding: 11. december 1972 kl.19:54:57 UTC
20° 11' 26.88" N – 30° 46' 18.05" Ø, Taurus-Littrow
- Månevandringer:
  - første: 7 timer 11 minutter 53 sekunder
  - anden: 7 timer 36 minutter 56 sekunder
  - tredje: 7 timer 15 minutter 8 sekunder
  - i alt: 22 timer 3 minutter 57 sekunder
- Tid på Månen: 74 timer 59 minutter 40 sekunder
- Indsamlet månemateriale: 110,52 kg
- Landing: 19. december 1972 kl.19:24:59 UTC
17° 53' S – 166° 7' V
- Varighed: 301 timer 51 minutter 59 sekunder
- Antal månekredsløb: 75
- Tid i månekredsløb: 147 timer 43 minutter 37,11 sekunder
- Masse: Kommandomodul 30.369 kg; Månelandingsfartøj 16.456 kg

## Besætning
- Gene Cernan, chefpilot
- Ron Evans, kommandomodulpilot
- Harrison "Jack" Schmitt, pilot på månelandingsfartøjet

## Kaldenavne
Kommandomodul: America
Månelandingsfartøj: Challenger

## Efterskrift
Kommandomodulet er udstillet på NASA's Johnson Space Center, i Houston, Texas. Månelandingsfartøjet styrtede ned på Månen den 15. december 1972 kl.06:50:20.8 UTC på 19,96 N, 30,50 Ø ganske tæt på landingsstedet.